# Vetenskapsåret 1821

## Händelser
- 2P/Encke är den andra kometen som upptäcks ha en periodisk omloppsbana, efter Halleys komet.
- Alexis Bouvard upptäcker oregelbundenheter i Uranus omloppsbana.
- William Edward Parry påbörjar sin andra resa för att hitta Nordvästpassagen.
- Ignaz Venetz lägger fram teorin om istiden.
- Pierre Berthier upptäcker bauxit.
- Mary Anning hittar första fossilet efter plesiosaurier vid Lyme Regis.
- Augustin Louis Cauchy lägger fram en beskrivning av matematisk analys baserad på gränsvärden.
- William Buckland upptäcker resterna av en hyenas håla i Yorkshire, med ben av lejon, elefanter och noshörningar.
- Michael Faraday upptäcker elektromagnetiska rotationen.
- Thomas Seebeck upptäcker den termoelektriska effekten.
- Augustin-Jean Fresnel påvisar att ljus är en transversell vågrörelse.

## Pristagare
- Copleymedaljen: Edward Sabine, irländsk astronom; John Herschel, brittisk astronom

## Födda
- 15 mars - Eduard Heine (död 1881), tysk matematiker.
- 16 maj - Pafnutij Tjebysjov (död 1894), rysk matematiker.
- 16 augusti - Arthur Cayley (död 1895), brittisk matematiker.
- 31 augusti - Hermann von Helmholtz (död 1894), tysk fysiker.
- 13 oktober - Rudolf Virchow (död 1902), tysk läkare, biolog.
- 18 november - Franz Bronnow (död 1891), astronom.

## Avlidna
- 20 april - Franz Karl Achard (född 1753), tysk kemist.
- 4 oktober - Marie Lachappelle (född 1769), fransk barnmorska.